# Clase Chitose (1938)
La clase Chitose (千歳型 Chitose-gata?) fue una clase de portaaviones ligeros que sirvieron en la Armada Imperial Japonesa durante la Segunda Guerra Mundial. La clase constaba de dos buques, el Chitose, primero y que daba nombre a la clase, y el Chiyoda, siendo ambos conversiones de portahidroaviones.

## Historia
Los navíos fueron puestos autorizados para construcción en 1934, entrando en servicio ambos en 1938, pese a que el Chitose se inició en 1934 y el Chiyoda dos años después. Compartían el flexible diseño de la clase Zuihō, lo que facilitaba su conversión entre diversos tipos de nave, como petroleros, buques nodriza de submarinos, portaaviones o portahidroaviones. De hecho, el Chiyoda llegó a simultanear dos de esos tipos, portando previamente a su conversión una dotación de hidroaviones y minisubmarinos.
Tras su conversión a lo largo de 1943, ambos portaaviones resultaron hundidos en la batalla del Cabo Engaño el 25 de octubre de 1944, sacrificados mientras eran parte de la flota-cebo del almirante Jisaburo Ozawa, contando con un grupo aéreo reducido que apenas retrasó su destino.

## Buques de la ClaseChitose
|         | Puesta en grada         | Botado                  | Asignado (como portaaviones) | Hundido               |
| Chitose | 26 de noviembre de 1934 | 29 de noviembre de 1936 | 1 de enero de 1944           | 25 de octubre de 1944 |
| Chiyoda | 14 de diciembre de 1936 | 19 de noviembre de 1937 | 21 de diciembre de 1943      | 25 de octubre de 1944 |